# 過路灣

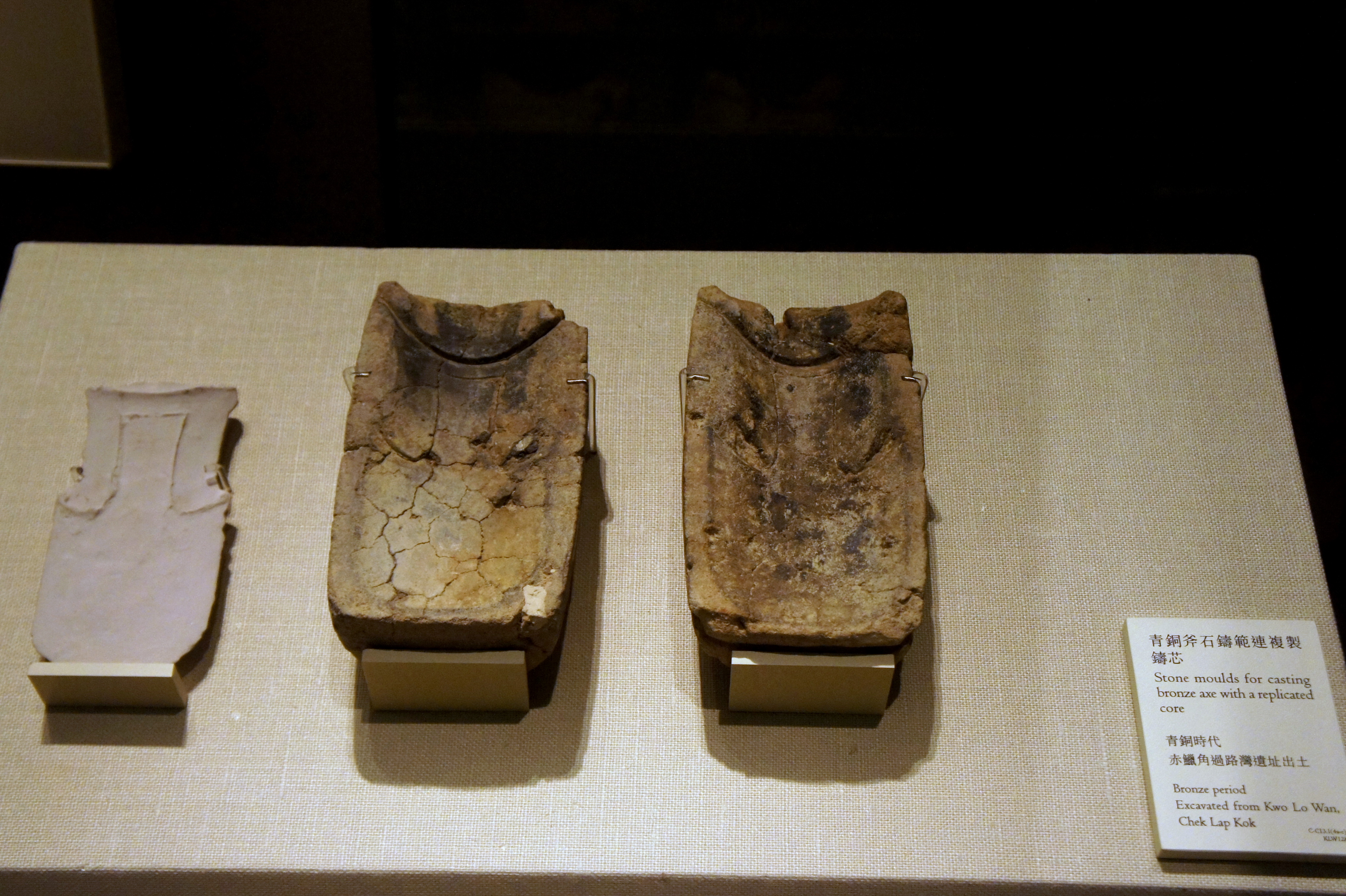
於過路灣遺址出土的青銅斧石鑄範連複製鑄芯（香港歷史博物館展品）

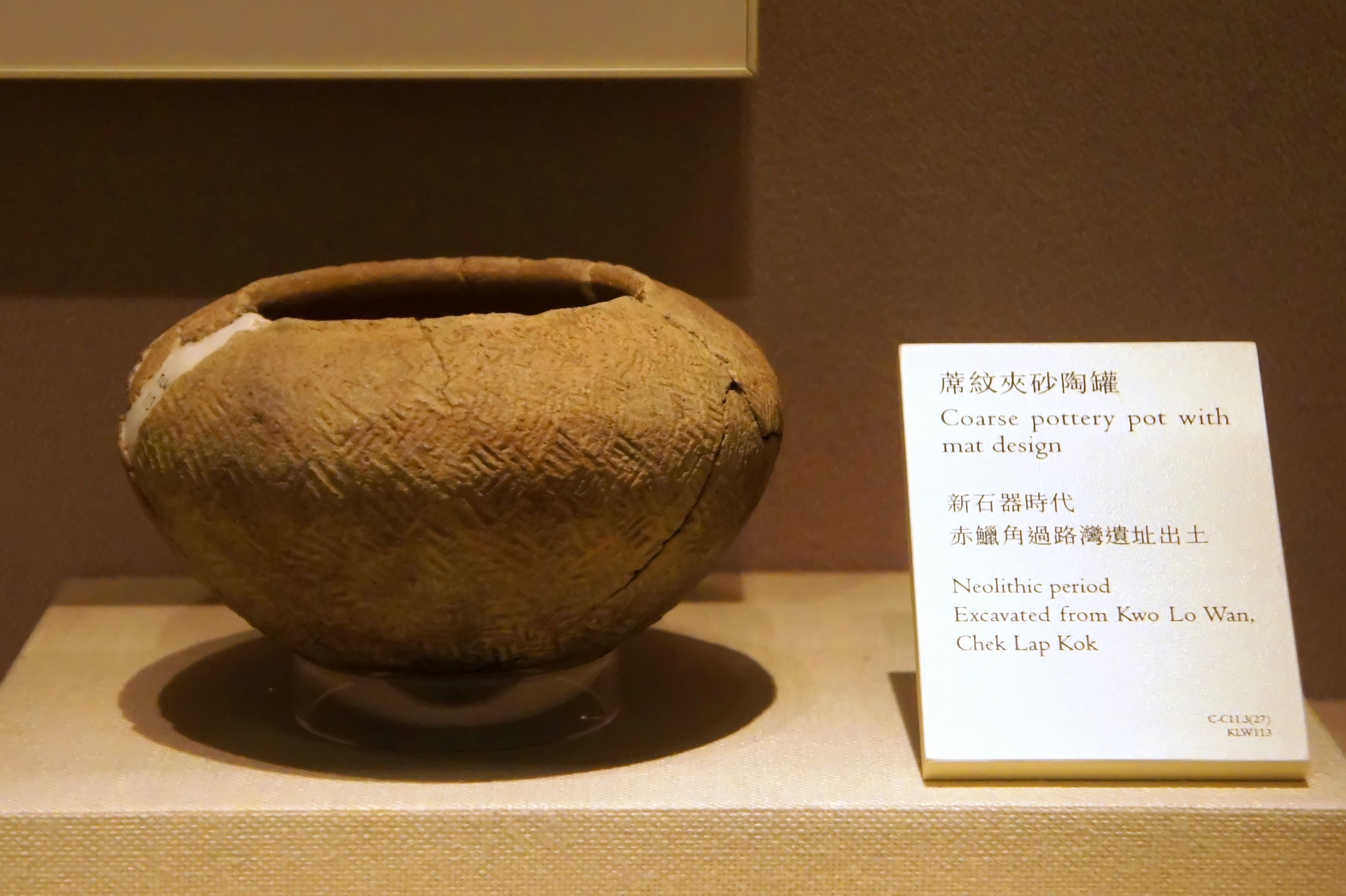
於過路灣遺址出土的新石器時代蓆紋夾砂陶罐（香港歷史博物館展品）

過路灣是香港赤鱲角的一個海灣，位於香港國際機場的東岸，近觀景山。
在1990年展開赤鱲角考古搶救行動，考古隊伍在過路灣發現了三對青銅器時代的石鑄範，顯示先民曾在島上鑄造青銅器。其他的珍貴遺物還包括新石器時代中期的遺物，可遠溯至公元前3000年。根據這些遺物，可推測當時先民過著簡單的漁獵生活。

## 鄰近設施
- 過路灣路
- 機場管理局過路灣辦事處